# Þorbjörn Þorkelsson
Þorbjörn súr Þorkelsson (Thorbiorn Thorkelsson, n. 900) fue un caudillo vikingo de Nordaland, en Noruega que emigró a Islandia como colono para fundar un asentamiento en Haukadalur, Sandar í Dyrafirði, Vestur-Ísafjarðarsýsla. Es uno de los personajes principales de la saga de Gísla Súrssonar, padre de tres varones: Gísle Súrsson el protagonista principal, Þorkell Þorbjörnsson, y Ari (n. 934); y una hembra, Þórdís (n. 941) que casó con Þorgrímur Þorsteinsson. También aparece citado en la saga de Njál, y la saga Eyrbyggja.

## Leyenda
En Landnámabók aparece un colono Þorbjörn skólmur Þorkelsson que fundó su hacienda en Myrká y fue padre del legendario héroe Þórólfur hinn sterki Skólmsson. Una hermana de Þorbjörn skólmur era Þórarna, que fue madre de otro héroe legendario Ormur hinn sterki Stórólfsson.